# Lingua beothuk
Il beothuk, o beothukan, era una lingua parlata dal popolo indigeno dei Beothuk nel Newfoundland. È estinto dal 1829 e vi sono poche attestazioni scritte, dunque non è conosciuto approfonditamente.

## Attestazione
Il beothuk è attestato solo in 4 liste di parole stilate nei secoli XVIII e XIX. Ne contengono oltre 400, ma nessun esempio di lingua discorsiva in frasi. Tuttavia, la mancanza di una rappresentazione sistematica/coerente del vocabolario riportato rende difficoltoso stabilire il sistema fonologico beothuk, e parole in lemmi separati potrebbero essere la stessa ma trascritta in maniere diverse. Inoltre, è appurato che le liste contengono una certa quantità d'errori, il che, assieme alla mancanza d'attestazione di lingua discorsiva rende scarso il materiale su cui tentare una ricostruzione del beothuk.

## Classificazione
Già nel 1862 Robert Latham affermò che fosse imparentato con le vicine lingue algonchine. Dal 1968 in poi, John Hewson ha mostrato corrispondenze fonologiche e l'esistenza di una morfologia condivisa col proto-algonchino, e altre lingue algonchine meglio documentate. Se ciò fosse valido, il beothuk rappresenterebbe un membro della famiglia con una grande divergenza
Altri studiosi hanno affermato che le similitudini indicate sono più probabilmente frutto di prestiti, che di parentela. La limitatezza e scarsità della documentazione non fornisce abbastanza indizi per trarre conclusioni sicure. A causa di questa generale mancanza di materiale, Ives Goddard e Lyle Campbell affermano che eventuali legami tra il beothuk e le algonchine siano ignoti, e presumibilmente irrilevabili.
Nel 1910 l'antropologo americano Frank Speck registrò una donna nativa settantaquattrenne, Santu Toney, che cantava una canzone che sarebbe stata in beothuk. La registrazione riemerse alla fine del XX secolo. Se alcune fonti indicano come anno 1929, il 1910 è confermato dal libro di Speck, Beothuk and Micmac (New York 1922, p. 67). Le parole sono difficili da udire, e non comprensibili. Santu disse che la canzone le fu insegnata dal padre, il che è un possibile indizio che qualcuno con un legame ai beothuk sia vissuta dopo che Shanawdithit morì nel 1829 (dato che Santu Toney nacque nel 1835 circa). Gli studiosi contemporanei hanno tentato di trascrivere la canzone e di ripulire la registrazione con i metodi moderni. I gruppi di nativi l'hanno anche imparata.
Mr. James P. Howley, direttore dell'Istituto Geologico di Newfoundland, che si interessò alla storia dei beothuk per oltre quarant'anni, espresse dubbi, nel 1914, sulla sincerità di Santu Toney.